# Carol Padden
Carol A. Padden (* 3. April 1955 in Washington, D.C.) ist eine US-amerikanische Wissenschaftlerin, Autorin und Dozentin. Seit 1983 ist sie Professorin im Department of Communication der University of California, San Diego, wo sie seit 1983 lehrt.

## Leben
Carol Padden wurde gehörlos in eine gehörlose Familie geboren und hat einen ebenfalls gehörlosen älteren Bruder. Ihre beiden Eltern waren Fakultätsmitglieder an der Gallaudet University.
"My parents are both deaf, and I have an older deaf brother, so sign language was a natural part of my upbringing. When I was eight, I transferred from a special school for deaf children to my local public school and for the first time, I was among children and adults who did not sign. I often describe this experience as being "educated abroad," because it gave me a sense of self and difference that I did not have before."
Sie wuchs bilingual in English and American Sign Language auf. Von Kindheit an, wuchs sie in die Gehörlosenkultur hinein und besuchte sowohl Gehörlosenschule sowie Gehörlosenclubs.
Außerdem ist sie mit dem gehörlosen Tom L. Humphries verheiratet. Zusammen haben sie mehrere Bücher geschrieben. Sie haben eine hörende Tochter.

## Ausbildung
Padden erhielt 1978 einen Bachelor of Science in Linguistik der Georgetown University. 1983 folgte ein PhD in Linguistik von der UC-San Diego unter der Aufsicht von David M. Perlmutter. Die PhD-Dissertation über die Morphologie und Syntax der American Sign Language wurde in den Garland Press Outstanding Dissertations (Linguistics Series, 1988) veröffentlicht.

## Berichte über die Gehörlosenkultur
Deaf in America: Voices from A Culture war ein Pionierwerk in den Deaf Studies. Ziel dieses Buches war es, "in einem neuen und anderen Weg über Menschen zu schreiben".  Padden und Humphries wollten sich nicht auf das Schreiben über den Hörverlust der Menschen konzentrieren, sondern auf ihre Sprache und ihre Kultur. Seit diesem Buch ist viel geschrieben worden, und die Gehörlosenforschung hat eine wahre Blüte erlebt. 1988 war dies jedoch ein relativ neues Konzept.
Neal Conan: "Let's start with the big question: What is deaf culture? How does the condition of deafness lead to the creation of a culture? Carol, why don't you go first."
Ms. Padden: "Yes, I'll start with that. The concept of culture is a way to capture something that deaf people share – not only deaf people, but groups of deaf people that are all over the world. It describes what deaf people have in common, their common history, their sets of ideas, their common practices. Culture itself captures a sense of commonality within a group of people. American Sign Language is a critical part of that commonality."
Carol Padden hat die Gehörlosenkultur seit ihrer Geburt aus erster Hand erlebt. In der Gehörlosengemeinschaft ist dies jedoch nicht immer der Fall. Viele Gehörlose aus hörenden Familien kommen erst als Erwachsene mit der Gehörlosenkultur in Berührung. Carol Paddens Ehemann Tom Humphries ertaubte bereits im Alter von sechs Jahren, lernte jedoch erst im College-Studium andere Gehörlose kennen. Gemeinsam haben sie an einer neuen Generation von Forschungen zur Gebärdensprache teilgenommen.

## Ehrungen und Auszeichnungen
1992 erhielt sie ein Guggenheim-Stipendium.
Im Jahr 2010 ernannte die John D. and Catherine T. MacArthur Foundation Carol Padden zu einer Empfängerin ihres sogenannten Genius Grant des MacArthur Fellows-Program. Die Stiftung würdigte Paddens Pionierarbeit in der Morphologie und Evolution der amerikanischen Gebärdensprache mit einem Stipendium in Höhe von 500.000 US-Dollar ohne Bedingungen.
Im Jahr 2011 wurde sie zum Fellow der Linguistic Society of America gewählt, 2025 zum Mitglied der American Academy of Arts and Sciences.

## Ausgewählte Werke
Paddens veröffentlichte Schriften umfassen ungefähr 43 Werke in 78 Publikationen in 7 Sprachen und 5.474 Bibliotheksbeständen. Mehrere ihrer Veröffentlichungen entstanden zusammen mit ihrem Ehemann und Co-Autor Tom Humphries.:
- Open Your Eyes: Deaf Studies Talking
- A Basic Course in American Sign Language (TJ Publishers, 1980) ISBN 978-0-932666-43-7
- Deaf in America: Voices from a Culture, Harvard University Press, 1988, ISBN 978-0-674-19424-3, URL https://books.google.com/books?id=FLdCuk0YekgC&q=carol+padden
- Learning American Sign Language (Allyn & Bacon, 1991, 2nd ed. 2003) ISBN 978-0-13-528571-8
- Inside Deaf Culture, Harvard University Press, 2005, ISBN 978-0-674-01506-7, URL https://archive.org/details/insidedeafcultur0000padd